# Betaflak

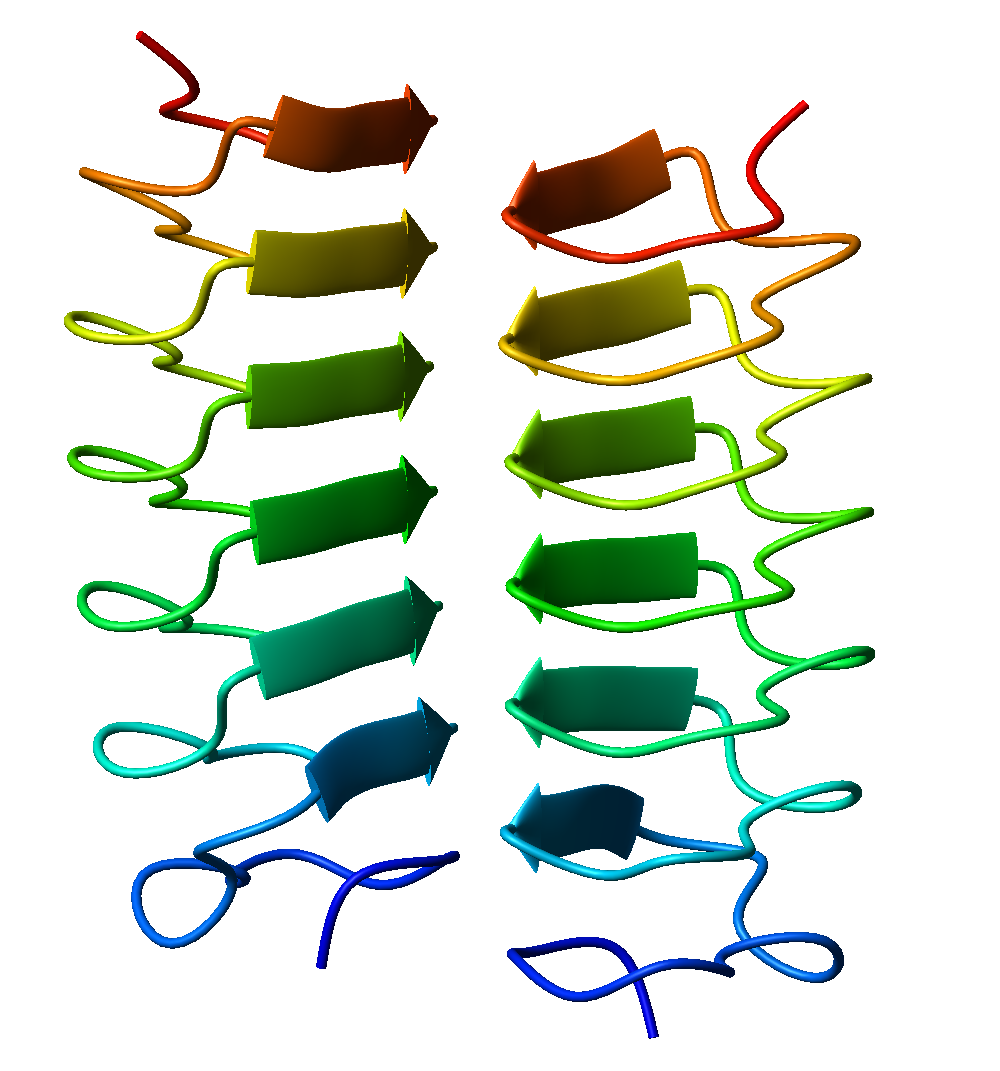
Upprepningar av betaflak kallas för betahelix

Betaflak är en typ av sekundärstrukturform hos proteiner - den näst vanligaste efter alfahelix. Ofta används det engelska namnet beta pleated sheet även på svenska.
Proteinkedjan är inte lika i bägge ändar; konventionen säger att man går från N-terminalen till C-terminalen. Namnet betaflak kommer av att strukturen bildar en veckad yta, då bitar av en proteinkedja binder till varandra antingen i samma riktning eller i motsatt. Om två bitar av peptidkedjan som i sekundärstrukturen angränsar till varandra går åt samma håll, kallas det för ett parallellt betaflak. Motsatsen är en antiparallellt betaflak. Kedjorna binder till varandra genom vätebindningar, och de områden som binder till varandra är hydrofoba.
När man ritar bildar av proteiners struktur, brukar man markera ut beta pleated sheets som pilar.